# Степановська (Афанасьєвський район)
Степа́новська (рос. Степановская) — присілок у складі Афанасьєвського району Кіровської області, Росія. Входить до складу Ічетовкінського сільського поселення.
Населення становить 76 осіб (2010, 76 у 2002).
Національний склад станом на 2002 рік — росіяни 100 %.